# Amadora Este metróállomás
Az Amadora Este metróállomás a lisszaboni metró kék metróvonalán, Amadora keleti részén.

## Története
Néhány nappal az avatás előtt még Falagueira volt az állomás neve (annak a városrésznek a neve, ahol az állomás található), amit a Metropolitano de Lisboa által kiadott dokumentumokban többször is kihirdettek és az állomás több tábláján is rajta volt, de néhány nappal a megnyitó előtt lecserélték őket.  Az állomás 2004. május 15-én nyílt meg az Alfornelos állomással egy időben.

## Jellemzői
A Praça São Silvestre téren található, az Estrada dos Salgados, a Rua Manuel Ribeiro Paiva és a Rua Elias Garcia kereszteződésénél. Felette egy fontos buszpályaudvar van. Az állomást Graça Morais festőművész alkotása díszíti, az állomás építészeti terveit pedig Leopoldo de Almeida Rosa készítette. A legújabb lisszaboni metróállomásokhoz hasonlóan ez az állomás is ki tudja szolgálni a mozgássérült utasokat; több lift és mozgólépcső könnyíti meg az aluljáró és a peronok megközelítését.
Az állomás egy központi átriummal rendelkezik, ahonnan három irányba lehet kijutni a felszínre. Az átrium a peronok felett található. Az állomás falai kék és sárga árnyalatúak, megegyezve a központi átrium színeivel, a földet és az eget szimbolizálják. A színekkel tágasabbá és nyitottabbá szerették volna tenni az utasok számára az állomást. A padló porcelánból és esztrichből készült. Graça Morais az állomás falaira sárga szőlőleveleket festett, amelyekkel a vidékkel kapcsolatos emlékeket akarja felidézni.

## Fordítás
Ez a szócikk részben vagy egészben  az   Estação Amadora Este című portugál Wikipédia-szócikk ezen változatának fordításán alapul.  Az eredeti cikk szerkesztőit annak laptörténete sorolja fel. Ez a jelzés csupán a megfogalmazás eredetét és a szerzői jogokat jelzi, nem szolgál a cikkben szereplő információk forrásmegjelöléseként.